# Bách thanh lưng nâu hồng
Lanius vittatus là một loài chim trong họ Laniidae.